# 君特·诺伊霍尔德
君特·诺伊霍尔德（德語：Günter Neuhold，1947年11月2日—）是奥地利古典音乐指挥家。

## 生平
1969年格拉茨音乐学院硕士毕业。后来在罗马跟随弗兰科·费拉拉，在维也纳跟随汉斯·斯瓦洛夫斯基学习指挥。70年代在多场指挥家比赛中获奖。
1981年至1986年，他担任帕尔玛皇家歌剧院音乐总监，1986年至1990年担任阿图罗·托斯卡尼尼交响乐团首席指挥，同时兼任弗拉芒皇家爱乐交响乐团首席指挥。
1989年至1995年担任巴登国家管弦乐团音乐总监。1995年至2002年担任不来梅爱乐乐团首席指挥兼不来梅剧院音乐总监。2008年至2014年6月担任西班牙毕尔巴鄂交响乐团首席指挥。
他的演出作品被收录在拿索斯唱片、璀璨古典等公司出版的唱片中。知名指挥曲目有：贾科莫·普契尼的《蝴蝶夫人》，安東·布魯克納的《第四交响曲》，巴赫的《马太受难曲》和理查德·瓦格纳的《尼伯龙根的指环》。

## 荣誉
- 奥地利卡爾·貝姆青年指挥奖（1977年）
- 奥地利共和国银质勋章（1999年）[3]